# Avebury
Avebury je neolitski henge s tremi kamnitimi krogi okoli vasi Avebury v grofiji Wiltshire v jugozahodni Angliji. Je med najbolj znanimi prazgodovinskimi kraji v Veliki Britaniji z največjim megalitskim kamnitim krogom na svetu. Je zelo privlačna turistična točka in kraj verskega pomena za sodobne pogane.
Zgrajen je bil v več sto letih v tretjem tisočletju pred našim štetjem v neolitiku oziroma mlajši kameni dobi. Sestavlja ga velik henge (nasip in jarek) z velikim zunanjim kamnitim krogom in dvema ločenima manjšima kamnitima krogoma v notranjosti središča spomenika. Prvoten namen je neznan, čeprav arheologi verjamejo, da so ga najverjetneje uporabljali za neko obliko obreda. Je del večje prazgodovinske pokrajine s starejšimi spomeniki v bližini, tudi West Kennet Long Barrow in Silbury Hill.
V železni dobi je bil kraj opuščen, bilo je le nekaj dokazov človekovega delovanja med rimsko zasedbo. V zgodnjem srednjem veku je okoli spomenika začela nastajati vas, danes stoji v njem. V poznem srednjem in zgodnjem novem veku so domačini uničili veliko stoječih kamnov znotraj hengea zaradi verskih in praktičnih namenov. Amaterska zgodovinarja John Aubrey in  William Stukeley sta se zanimala za Avebury v 17. stoletju in odkrila več krajev ter jih ohranila, da niso izginili. Arheološko raziskavo je v 20. stoletju vodil Alexander Keiller, ki je nadziral projekt in rekonstruiral velik del spomenika.
Avebury je v lasti in upravljanju National Trusta. Razglašen je za zgodovinski spomenik  kakor tudi kraj svetovne kulturne dediščine od leta 1986, ki se obravnava kot del širše prazgodovinske pokrajine Wiltshire, znane kot Stonehenge, Avebury and Associated Sites. 

## Lega in okolje
Avebury je približno 10 do 11 km oddaljen od sodobnih mest Marlborough in Calne na območju apnenčaste pokrajine v Zgornji dolini Kennet, ki sestavlja porečje reke Kennet, lokalnih izvirov in sezonskih vodotokov. Spomenik stoji nekoliko nad lokalno pokrajino na nizkem krednem grebenu 160 m nad morsko gladino; na vzhodu je Marlborough Downs, območje nižinskih gričev v središču neolitskih in zgodnjebronastih spomenikov.
Radiokarbonska analiza in analiza cvetnega prahu v zakopanih tleh sta pokazali, da se je okolje nižinske Britanije spremenilo okrog 4250–4000 pred našim štetjem. Sprememba okolja travinja vlažnih težkih tal in prostranih gozdov je večinoma omogočala kmetijstvo, verjetno z uporabo požigalništva in oranja. Cvetni prah je slabo ohranjen v apnenčastih tleh okoli Aveburyja, tako da je najboljši dokaz za stanje lokalnega okolja v preteklosti študija odlaganja polževih lupin. Različne vrste polžev so živele v posebnih habitatih, zato prisotnost posamezne vrste označuje, kakšno je bilo območje v določenem trenutku. Po razpoložljivih dokazih so bili v začetku neolitika Avebury in okoliški griči pokriti z gostim hrastovim gozdom, ki je sčasoma izginil in ga je nadomestilo travinje. 

## Ozadje
Zgodovina mesta pred gradnjo hengea je negotova, saj je le malo dokazov sodobnih arheoloških izkopavanj. Dokazi o dejavnosti v regiji pred 4. tisočletjem pred našim štetjem je omejeno, kar pomeni, da je bilo malo človeške prisotnosti.

### Mezolitik
Mezolitik v Veliki Britaniji je trajal od okoli leta 11 600 do 7800 pred današnjim časom, ko je bil otok močno gozdnat in del kopnega, ki se imenuje Doggerland, povezan s celinsko Evropo. V tem obdobju so bili ljudje, ki so živeli v Veliki Britaniji, lovci in nabiralci, ki so se pogosto gibali po pokrajini v majhnih družinskih ali plemenskih skupinah, ko so iskali hrano in druge vire. Arheologi so odkrili dokaze, da so bili nekateri od teh lovcev in nabiralcev v bližini Aveburyja v poznem mezolitiku, z raztresenimi najdbami kremenovega orodja med 7000 in 4000 pr. n. št. Najpomembnejše  odkritje je gosto razpršena zbirka delovnega orodja, najdenega 300 m zahodno od Aveburyja. Arheologi so sklepali, da je bila to točka, pri kateri je skupina nomadskih lovcev in nabiralcev ustanovila tabor.
Arheologa Mark Gillings in Joshua Pollard sta menila, da je imel Avebury v poznem mezolitiku sprva obreden pomen. Dokaz naj bi bile jame v bližini južnega vhoda spomenika, ki so posledica zabitih lesenih kolov, ki naj bi podpirali veliko leseno konstrukcijo. Čeprav te jame niso bile nikoli datirane, jih gotovo ni mogoče pripisati mezolitiku. Gillings in Pollard sta ugotovila, da njihovo umeščanje ni povezano s hengeem, saj so lahko bile tam že stoletja ali celo tisočletja, preden je bil henge dejansko zgrajen. To sta primerjala s podobnimi lesenimi stebri, ki so bili postavljeni v južni Britaniji v mezolitiku v Stonehengeu in hribu Hambledon.

### Zgodnji neolitik
V 4. tisočletju pred našim štetjem, po začetku neolitika v Veliki Britaniji, je britanska družba doživela korenite spremembe. To se je ujemalo z uvedbo udomačenih vrst živali in rastlin na otoku, spreminjala se je tudi materialna kultura, ki je vključevala lončarstvo. Ta razvoj je lovcem in nabiralcem omogočal, da se ustalijo in pridelujejo lastno hrano. Hkrati so postavili tudi  prvi spomenik.
Na podlagi antropoloških študij preteklih in sodobnih družb sta Gillings in Pollard menila, da so bili gozdovi, jase in kamni pomembni v neolitski kulturi ne le kot sredstvo, temveč kot simbol; mesto Avebury kaže približevanje teh treh elementov. Neolitska dejavnost v Aveburyju je razvidna iz kremena, živalskih kosti in lončenine, kot je peterborouska posoda, kar sega v začetek 4. in 3. tisočletja pr. n. št. Pet različnih področij neolitske dejavnosti je bilo ugotovljenih v 500-metrskem pasu iz Aveburyja; to so razni kremeni vzdolž črte West Kennet Avenue – avenija, ki povezuje Avebury z neolitskim najdiščem The Sanctuary. Pollard je menil, da so področja dejavnosti v neolitiku postala pomemben označevalec v pokrajini.

### Pozni neolitik
V poznem neolitiku je britanska družba doživela še vrsto pomembnih sprememb. Med letoma 3500 in 3300 pred našim štetjem so se prazgodovinski Britanci prenehali nenehno širiti in kultivirati divjino. Namesto tega so se osredotočili na naseljevanje in kmetovanje na najbolj kmetijsko rodovitnih območjih otoka: Orkney, vzhodna Škotska, Anglesey, zgornja Temza, Wessex, Essex, Yorkshire in doline estuarija reke Wash.
Poznoneolitski Britanci so tudi spremenili svoje versko prepričanje, prenehali so graditi velike prekatne grobove, za katere so arheologi splošno mislili, da so bili povezani s čaščenjem prednikov. Namesto tega so začeli graditi velike lesene ali kamnite kroge, v tisoč letih so jih po vsej Veliki Britaniji in na Irskem zgradili več sto. 

## Zgradba
Kronologija gradnje Aveburyja je jasna. Ni bil zasnovan kot en spomenik, je posledica različnih projektov, ki so bili izvedeni v različnih časovnih obdobjih pozne prazgodovine.   Aubrey Burl je menil, da je osrednji del nastal 3000 pr. n. št., notranji kamniti krog 2900, zunanji krog in henge 2600 in avenije okoli 2400 pr. n. št.
Gradnja velikih spomenikov, kot je ta v Aveburyju, kaže, da se je stabilno kmetijsko gospodarstvo v Veliki Britaniji razvilo okrog 4000–3500 pred našim štetjem. Ljudje, ki so jih zgradili, so morali biti dovolj varni, da so preživeli čas ob takih nebistvenih dejavnostih. V Avberyju so henge in z njim povezane dolge grobnice, kamniti krogi, avenije in nasipi.
Arheolog Mike Parker Pearson je ugotovil, da so kamne v hengeu dodali v podobnem obdobju, kot so gradili Silbury Hill, velik del Stonehengea in Durrington Walls. Razmišljal je, da je bil takrat "verski preporod". 

### Henge
Avebury je henge, sestavlja ga vrsta spomenikov z velikim krožnim nasipom z notranjim jarkom. Ni popoln krog in meri nad 1000 metrov po obodu. Edini znan primerljiv podoben primer ima le  četrtino velikosti Aveburyja.
Radiokarbonske analize kažejo, da je bil henge izdelan sredi tretjega tisočletja pred našim štetjem.  Gradnja je bila izjemna naloga; jarek je bil skopan v trdi kredi z orodjem iz  rogovja in kamnitimi sekirami. Ocenjuje se, da je bilo izkopano več kot 90.000 m³ materiala, ki tehta 165.000 ton. Jarek je na zgornji ravni zdaj širok 20–24 metrov, prvotno je bil ožji, 12–15 metrov, s stranicami, ki strmo padajo proti dnu približno 10 metrov globoko. Burl špekulira, da je bil verjetno zgrajen v obrambne namene. Vrh nasipa je nepravilen.

### Zunanji kamniti krog
Znotraj hengea je velik zunanji kamniti krog. Je eden največjih evropskih kamnitih krogov [28] s premerom 331,6 metrov in največji v Veliki Britaniji. Zgrajen je bil okoli štiri ali pet stoletij po zemeljskih delih. Domneva se, da je bilo prvotno 98 stoječih kamnov iz peščenjaka, nekateri tehtajo več kot 40 ton. Kamni so različni po višini, visoki so od 3,6 do 4,2 m, kar se vidi na severnem in južnem vhodu. Radiokarbonska datacija nekaterih kamnov kaže gradnjo okoli 2870–2200 pr. n. št.
Dva velika kamna na južnem vhodu sta imela nenavadno gladko površino, verjetno zaradi poliranja s kamnito sekiro.

### Notranji kamniti krog
Bliže sredini spomenika sta dva dodatna, ločena kamnita kroga. Severni notranji krog ima 98 metrov v premeru, vendar stojita samo dva od štirih stoječih kamnov še vedno pokonci. Skupina treh kamnov je stala v sredini, vhod je bil obrnjen proti severovzhodu. Ob poskusu, izvedenem na megalitih Ring of Brodgar na Orkneyjskih otokih, so arheologi Joshua Pollard, Mark Gillings in Aaron Watson verjeli, da so vsi zvoki v notranjem krogu Aveburyja  ustvarili odmev kot zvočni valovi, odbiti od stoječih kamnov.
Južni notranji obroč je imel premer 108 m do njegovega uničenja v 18. stoletju. Preostali deli njegovega loka zdaj ležijo pod vaškimi stavbami. En sam velik monolit, visok 5,5 m, stoji v središču skupaj s skupino manjših kamnov.

### Avenija
Zahodna kennetska avenija, drevored parov kamnov, vodi od jugovzhodnega vhoda v henge, sledovi druge beckhamptonske vodijo ven iz zahodnega vhoda. 
Arheolog Aaron Watson je menil, da je bil način, na katerega je bila avenija zgrajena v povezavi z Aveburyjem, Sanctuaryjem, Silbury Hillom in West Kennet Long Barrowom, nameren, in  razlagal, da "avenija skrbno usmerja prehod skozi pokrajino, ki je vplivala na smer gibanja ljudi in kaj bi lahko videli ter poudarja povezavo med mesti in povečuje spektakel gibanja med temi spomeniki". 

## Namen
Namen neolitskih ljudi v Aveburyju je ostal neznan, čeprav so mnogi arheologi ugibali o njegovem pomenu in uporabi. Arheolog Aubrey Burl je verjel, da so tu potekali obredi  "za pomiritev zlonamernih naravnih sil", ki so ogrožale njihov obstoj, kot so mraz, bolezni in smrt.
Colin Richards je v svoji študiji primerov, najdenih na Orkneyjskih otokih, menil, da so bili  kamniti in leseni krogi zgrajeni v mlajši kameni dobi in so pomenili središče sveta ali axis mundi za tiste, ki so jih gradili, kar je Aaron Watson sprejel kot možnost v svoji razpravi o Aveburyju.
Veliko zanimanja obdaja morfologijo kamnov, ki so običajno opisani kot visok in vitek ali kratek in čokat. To je privedlo do številnih teorij, ki se nanašajo na pomen spola v neolitski kulturi, višji kamni veljajo za "moške" in krajši za "ženske". Kamni niso bili oblečeni in so jih lahko izbrali zaradi njihove prijetne naravne oblike.
Po človeških kosteh, ki jih je našel Grey, so posamezne točke neke vrste grobnice. Čaščenje prednikov na velikem območju bi lahko bil eden od namenov spomenika.
Henge jasno sestavlja mogočno mejo kroga, saj je bil obrambni jarek na notranji strani nasipa (to je značilnost za henge.) Henge in kamniti krog bi lahko bil astronomski načrt, je teorija, ki pojasnjuje nameščenost kamnov v Aveburyju. Razmerja med zaprtim prostorom, kamnitimi krogi v Aveburyju in West Kennet Long Barrowu na jugu so povzročila nekaj opisov območja kot "obredni kompleks" – mesto s številnimi spomeniki z versko vlogo. 

## Poznejša zgodovina

### Železna doba in rimsko obdobje
V britanski železni dobi se spomeniki v Aveburyju verjetno niso več uporabljali za prvotni namen in je bil zato prezrt, z malo arheološkimi dokazi, tako da je bolj malo ljudi obiskalo mesto. Arheolog Aubrey Burl je verjel, da železnodobni Britanci, ki so živeli na tem območju, niso vedeli, kdaj, zakaj in kdo je spomenik zgradil, morda so mislili, da je bil zgrajen v prejšnji družbi ali da je bil delo nadnaravnih sil.
Leta 43 n. št. je Rimski imperij napadel južno Britanijo, se povezal z nekaterimi lokalnimi vladarji in si podredil Britance. Južna in osrednja Britanija sta ostali del cesarstva do začetka 5. stoletja, v obdobju, zdaj znanem kot rimska Britanija ali rimska železna doba. V tem času so prihajali ljudje iz bližnjih mest, kot sta Cunetio, Durocornovium, vil ter kmetij okoli Devizesa in obiskali Avebury in okoliške prazgodovinske spomenike po novozgrajeni cesti. Dokazi obiskovalcev v tem obdobju so bili najdeni v obliki keramike iz rimske dobe, odkrite v jarku. 

### Zgodnji srednji vek
V zgodnjem srednjeveškem obdobju, ki se je začelo v 5. stoletju po propadu rimskega cesarstva, so anglosaška plemena s celinske Evrope naselila južno Britanijo, kjer so naleteli na že tam naseljene Brite. Verjetno so se spopadli. Aubrey Burl meni, da so majhne skupine britskih bojevnikov lahko uporabljale Avebury kot utrjeno mesto za obrambo pred anglosaškimi napadi. To idejo je dobil iz etimoloških dokazov, kar kaže, da se mesto morda imenuje weala-dic, kar pomeni "jarek Britov" v stari angleščini, jeziku Anglosasov. 
Zgodnji anglosaški naseljenci so sledili svoji poganski veri, ki časti izbor božanstev, med katerimi sta bila najbolj znana  Odin in Thor. Iz etimoloških virov je znano, da so povezali več prazgodovinskih najdišč na območju Wiltshira s temi bogovi. V polmeru desetih milj okoli Aveburyja so štiri mesta, ki so bila očitno poimenovana po Odinu (angl. Woden): Wansdyke ('Wodinov jarek'), Wodin's Barrow, Waden Hill ('Wodinov grič')" in morda Wanborough (tudi "Woden's  Hill").
V zgodnjem srednjeveškem obdobju ni bilo znakov naselitve v Aveburyju, polzemljanke, lesene koče, delno potopljene v tla, gradijo tik pred spomenikom na zahodnem bregu v 6. stoletju. Le nekaj kmetov se je verjetno naselilo na tem območju v tem času in so zapustili henge v glavnem nedotaknjen. V 7. in 8. stoletju so Anglosasi začeli postopoma sprejemati krščanstvo in v 10. stoletju zgradili cerkev zahodno od spomenika. 
Iz leta 939 je znan prvi zapis o spomeniku v obliki listine kralja Athelstana, ki je opredelil meje Overtona, župnije, ki meji na Avebury. V naslednjem stoletju so se Vikingi iz Danske spopadli z anglosaškimi skupinami v okolici Aveburyja in so morda uničili vas. Lokalni prazgodovinski spomenik Silbury Hill so domačini utrdili in ga uporabljali kot obrambni položaj, očitno se je lokalno anglosaško prebivalstvo poskušalo zaščititi pred vikinškimi napadi. 

### Pozni srednji vek
Do poznega srednjega veka je bila Anglija v celoti pokristjanjena in Avebury, ki očitno ni bil krščanski spomenik, so v ljudski domišljiji domačinov začeli povezovati s hudičem. Največji kamen na južnem vhodu je postal znan kot Hudičev stol, trije kamni, ki so nekoč oblikovali Beckhampton Cove, so postali znani kot Hudičev obroč, kamni v severnem krogu so postali znani kot Hudičev Brand-Irons. [51] V začetku 14. stoletja so vaščani začeli uničevati spomenik, porušili so velike stoječe kamne in jih zakopali v pripravljene jame ob strani, verjetno zato, ker so verjeli, da jih je postavil hudič.
Med prevračanjem kamnov je z enega od njih (3 metre visokega in težkega 13 ton) padel moški, si zlomil medenico in vrat ter umrl. Njegovo truplo je bilo ujeto v luknji, ki je bila izkopana za padajoči kamen in tako domačini niso mogli odstraniti trupla in ga pokopati na pokopališču. Ko so leta 1938 arheologi izkopali njegovo truplo, so našli usnjeno torbico, v kateri so bili trije srebrni kovanci z datumom okoli 1320–25, pa tudi par železnih škarij in britev. Zaradi slednjih dveh predmetov so arheologi domnevali, da je bil verjetno potujoči brivec kirurg, ki je potoval med tržnimi mesti in ponujal svoje storitve.
Zdi se, da je smrt brivca kirurga preprečila domačinom nadaljnje podiranje kamnov, morda so se bali maščevanja hudiča za svoje početje. Zdi se, da je dogodek zelo vplival na vaščane, saj zapisi kažejo, da so bile v 18. in 19. stoletju še žive legende o človeku, ki ga je zdrobil padajoči kamen.
Kmalu po uničenju številnih kamnov je leta 1349 udarila črna smrt in skoraj prepolovila prebivalstvo. Tisti, ki so preživeli, so se osredotočili na pridelavo hrane in niso imeli časa ali delovne sile, da bi poskušali porušiti nekrščanski spomenik.

### Zgodnja moderna doba
V zgodnji moderni dobi je bil Avebury prvič priznan kot starina, ki upravičuje preiskavo. Okoli leta 1541 je John Leland, knjižničar in kaplan kralja Henrika VIII. potoval skozi Wiltshire in bil seznanjen z Aveburyjem in sosednjimi prazgodovinskimi spomeniki. Kljub temu je Avebury ostal sorazmerno neznan za vsakogar. Ko je amaterski zgodovinar William Camden leta 1586 izdal vodnik Britannia – vodnik britanskih starin v latinščini, tega ni omenil. To je popravil v angleški jezikovni različici leta 1610, vendar je tudi v tem vključen le bežno, kot sklicevanje na spomenik pri "Aburyju". Leta 1634 je bil še enkrat naveden, tokrat v pojasnilih sira Johna Haringtona za opero Orlando Furioso. Nadaljnje preiskave je preprečil izbruh angleške državljanske vojne (1642–51) med parlamentarci in rojalisti z eno od bitk pet milj od Aveburyja pri Roundway Downa. 
Ob koncu vojne je bila leta 1695 objavljena nova izdaja Britannie, ki je opisala spomenik "Aubury" podrobneje. Opisal ga je John Aubrey, ki je zasebno naredil več zapisov o Aveburyju in drugih prazgodovinskih spomenikih, ki so ostali neobjavljeni. Aubrey je prvič videl Avebury na lovu leta 1649 in po lastnih besedah je bil "nadvse presenečen ob pogledu na te velike kamne, o katerih še nikoli nisem slišal". Za Avebury je slišal kralj Karel II. in ukazal Aubreyju, da pride k njemu in opiše kraj, kar je storil julija 1663. Na dveh potovanjih v Bath sta ga obiskala skupaj in mesto je kralja še bolj očaralo, zato je ukazal Aubreyju kopati pod kamni, da bi našel morebitne človeške grobove. Aubrey ni izpolnil kraljevega ukaza. Septembra 1663 je Aubrey začel delati bolj sistematično študijo, izdelal je načrt, ki je bil neprecenljiv za poznejše arheologe, saj so bili omenjeni številni stoječi kamni, ki so jih nato domačini uničili. 
V zadnjem delu 17. in nato 18. stoletju je uničenje Aveburyja doseglo vrhunec, ki ga je podžgal puritanizem v vasi, to je fundamentalistična oblika protestantskega krščanstva, ki odločno nasprotuje "poganskim" stvarem, kar je bil zanje tudi predkrščanski spomenik.  Večino stoječih kamnov, ki so bili del spomenika več tisoč let, so razbili in uporabljali kot gradbeni material za lokalno območje. To so dosegli s kurjenjem in potem polivanjem z mrzlo vodo ter ga na koncu razbili z macolo. 
Leta 1719 je obiskal kraj William Stukeley in videl, kako je lokalno prebivalstvo uničevalo kamne. Do leta 1724 je vas obiskal šestkrat, včasih tam prebival dva ali tri tedne v Catherine Wheel Inn. V tem času je naredil natančne načrte mesta in bil prepričan, da so ga oblikovali druidi, železnodobni duhovniki severozahodne Evrope leta 1859 pred našim štetjem. Razvil je idejo, da sta notranja kroga tempelj lune in sonca in sčasoma začel verjeti, da so Avebury in okoliški spomeniki urejen portret Trojice, s čimer je obudil napačno idejo, da so bili stari druidi privrženci religije, zelo podobni krščanstvu. 
Stukeley je objavil svoje ugotovitve in teorije v knjigi Abury, tempelj britanskih druidov (Abury, a Temple of the British Druids) (1743), v kateri je namerno ponaredil nekaj meritev in jih prilagodil svoji teoriji o zasnovi in namenu. Tudi častiti Thomas Twining je objavil  knjigo o spomeniku, Avebury v Wiltshiru, ostanki rimskih del, ki je bila objavljena leta 1723. Ob upoštevanju slednjega je Stukeley trdil, da so bili Avebury in sorodni prazgodovinski spomeniki stvaritve druidov, Twining pa je mislil, da so bili zgrajeni v obdobju Rimljanov, kar je utemeljeval s tem, da se rimski pisatelji, kot sta Julij Cezar in Tacit, niso sklicevali na kamnite kroge, ko so razpravljali o železni dobi Britancev. Poznosrednjeveška zgodovinarja, kot sta Geoffrey  Monmouthski in Henrik Huntingdon, sta opisala te megalite v svojih delih in menila, da so ti spomeniki morali biti zgrajeni med obema sklopoma opisov. 

### Pozna sodobna doba
Do začetka viktorijanskega obdobja leta 1837 je večina neolitskih stoječih kamnov v Aveburyju izginila, razbili so jih pobožni domačini v 14. stoletju ali jih porabili za gradbeni material v 17. in 18. stoletju. Ker je število prebivalcev vasi Avebury hitro naraščalo, so gradili hiše v notranjosti hengea. Da bi preprečili nadaljnjo gradnjo, je bogat politik in arheolog sir John Lubbock, pozneje znan kot lord Avebury, kupil velik del razpoložljivih zemljišč n spodbujal druge kupce, da gradijo svoje hiše zunaj hengea.
Po začetku izkopavanj je arheolog Alexander Keiller ugotovil, da bi bilo najboljše, da Avebury kupi v celoti, če ga želi ohraniti. Keiller je bil dedič podjetja James Keiller and Son in je svoje premoženje uporabil za nakup mesta. Pridobil je tudi večji del Kennet Avenue in bližnji dvorec Avebury, kjer je živel do svoje smrti leta 1955. 
Izkop na Aveburyju je bil omejen. Leta 1894 je sir Henry Meux skopal jarek prek nasipa, ki je pokazal, da so bila zemeljska dela zgrajena v dveh fazah. Lokacija je bila pregledana in izkopana v presledkih med letoma 1908 in 1922 s skupino delavcev pod vodstvom Harolda St. Georgea Graya. Odkritje več kot 40 cepinov iz rogov na jarku ali blizu njega je omogočilo Grayu dokazati, da so Avebury gradbeniki izkopali 11 metrov globoko v naravni kredi z uporabo rogovja jelenjadi kot primarnega orodja za izkopavanje ter okoli jarka zgradili 9 m visoke nasipe. Grey je ocenil dno jarka kot 4 m široko in ravno, pozneje pa so arheologi ugotavljali, da bi lahko bila njegova oblika drugačna. Grey je našel v jarku nekaj artefaktov, razkropljene človeške kosti, med katerimi je bilo veliko čeljusti. Okoli 2 m globoko je našel popolno okostje 1,5 m visoke ženske. 
V 1930-ih je arheolog Alexander Keiller ponovno postavil več kamnov. Pod enim, zdaj znanim kot Brivčev kamen, so odkrili okostje človeka in novce iz 1320-ih, kar kaže, da se je človek smrtno poškodoval, ko je kamen, medtem ko je kopal luknjo, padel nanj. Keiller je našel škarje in britev, orodje brivca kirurga v tem času, od tod ime kamna. 
Ko je bila leta 1969 zgrajena nova šola, je bila priložnost, da se prouči območje in leta 1982 so izkopali material in datirali z ogljikom.
Aprila 2003 je bilo med pripravo obnove nekaj kamnov ugotovljeno, da je bil eden pokopan najmanj 2,1 m pod zemljo. Ocenjeno je bilo, da tehta več kot 100 ton, kar je eden največjih do zdaj najdenih v Veliki Britaniji. Pozneje istega leta je geofizikalna raziskava National Trusta na jugovzhodu in severovzhodu kroga pokazala vsaj 15 zakopanih megalitov. Prepoznali so velikost, smer in kako ležijo ter kje so bili vgrajeni v krogu. 

### Muzej Alexandra Keillerja
Muzej Alexandra Keillerja hrani prazgodovinske artefakte, ki jih je zbral arheolog in poslovnež Alexander Keiller: veliko predmetov je bilo najdenih v Aveburyju. Muzej je v hlevu iz 17. stoletja in ga upravljata English Heritage in National Trust. V bližnjih skednjih iz 17. stoletja je stalna razstava o Aveburyju in njegovi zgodovini.
Ustanovljen je bil leta 1938 z zbirko artefaktov večinoma iz neolitika in zgodnje bronaste dobe ter drugimi predmeti iz anglosaškega in kasnejših obdobjih. Muzej ima tudi okostje otroka z vzdevkom "Charlie", ki so ga našli v jarku na Windmill Hillu.  Zbirke so v lasti ministrstva za kulturo, medije in šport ter jih ima sposojene English Heritage. 

## Današnja uporaba

### Sodobno poganstvo in novodobna gibanja
Avebury je postal sveto mestu za mnoge pripadnike sodobnih poganskih religij, kot so druidi, wicca (nova poganska religija) in heathenry (germanska nova religija). Verniki imajo spomenik za "živi tempelj", ki jih povezuje s predniki, kakor tudi z genii loci ali krajem žrtvovanja. Značilno je, da poganske obrede javno izvajajo in privabljajo množice radovednih obiskovalcev, še posebej ob posebnih dnevih, kot je poletni solsticij. 

### Popularna kultura
Izmišljena različica Aveburyja, znana kot Wansbury Ring, je značilnost romana Mary Rayner iz leta 1975, The Witch-Finder. 
Children of the Stones, 1977, otroška televizijska dramska nadaljevanka, je bila posneta v Aveburyju in se dogaja v izmišljeni različici Aveburyja, ki se imenuje Milbury.

### Vas
V Aveburyju in z njim povezanem zaselku Avebury Trusloe ter vasicah Beckhampton in West Kennett živi približno 480 ljudi v 235 domovih. 